# Laurence Fehlmann Rielle

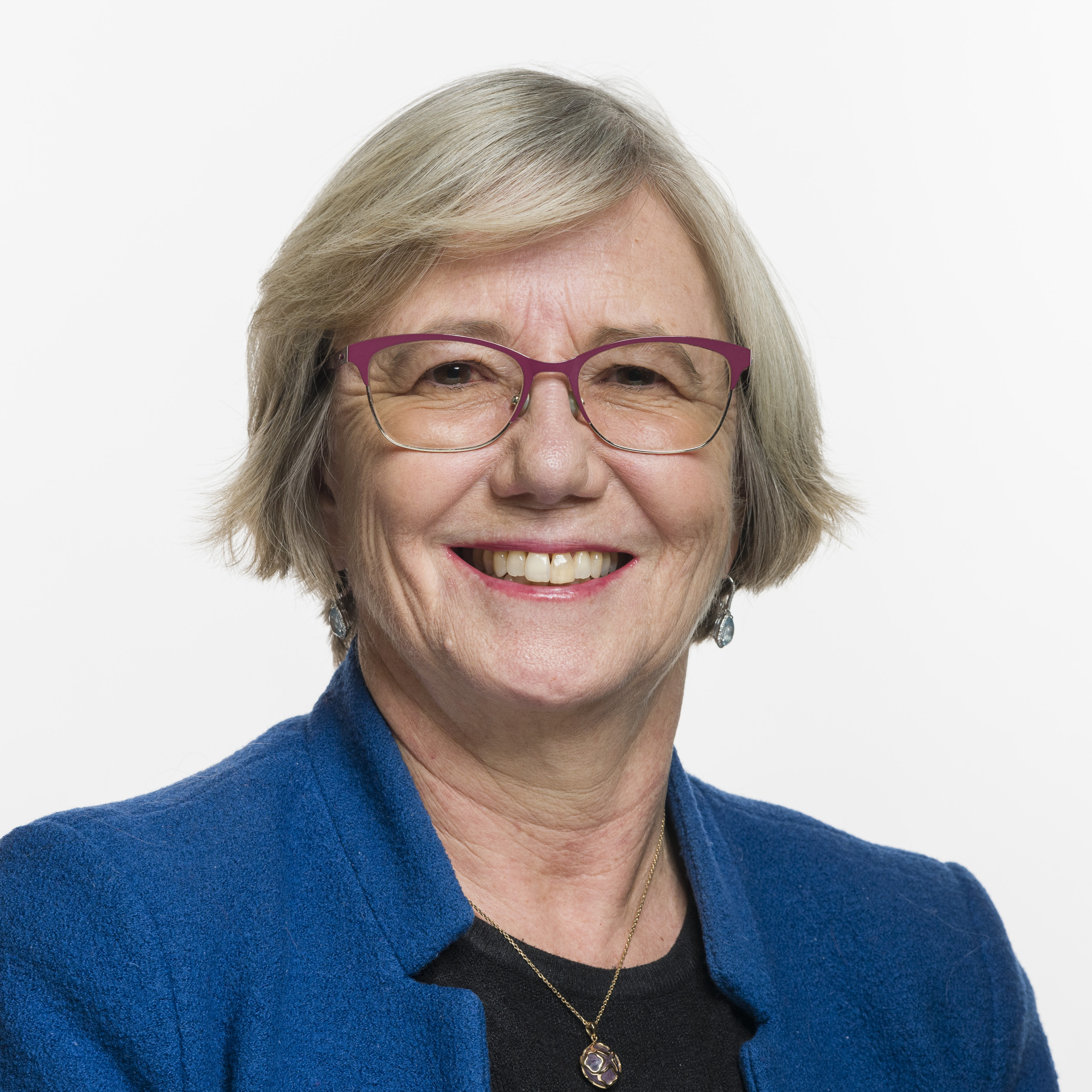
Laurence Fehlmann Rielle (2019)

Laurence Fehlmann Rielle (* 11. September 1955 in Chêne-Bougeries; heimatberechtigt in Genf) ist eine Schweizer Politikerin (SP).

## Leben
Nach der Matura 1974 studierte Fehlmann Rielle Politikwissenschaft und erwarb 1983 einen Abschluss am Institut de Hautes Études en Administration Publique. 2013 erwarb sie zudem einen Abschluss als Master of Advanced Studies in Public Health an der Universität Genf.
Fehlmann Rielle ist mit Jean-Charles Rielle verheiratet und wohnt in Genf. Sie ist schweizerisch-türkische Doppelbürgerin.

## Politische Karriere
Von 1997 bis 2009 war sie Abgeordnete im Grossrat von Genf. Sie war in den Jahren 2004 bis 2008 Präsidentin des Parti socialiste genevois (PSG). Von 2011 bis 2015 sass sie im Stadtrat (Legislative) von Genf. Bei den Eidgenössischen Wahlen 2015 wurde sie in den Nationalrat gewählt.